# 창덕여자고등학교
창덕여자고등학교(昌德女子高等學校)는 대한민국 서울특별시 송파구 방이동에 있는 공립 고등학교이다.

## 학교 연혁
- 1941년 4월 2일 : 경성 제3공립 고등여학교로 설립 인가 후 개교(신당동 85-1번지)
- 1945년 11월 30일 : 8.15 광복 후 서울 제3공립 고등여학교로 교명 변경 개교, 양재순 초대 교장 취임
- 1947년 9월 1일 : 서울 제3공립여자중학교로 교명 변경
- 1949년 7월 23일 : 신당동에서 재동으로 교사 이전
- 1949년 10월 17일 : 창덕여자중학교로 교명 변경
- 1951년 5월 14일 : 6.25 사변으로 부산 송도에서 피난 학교 개설
- 1951년 8월 31일 : 창덕여자중·고등학교로 개편
- 1969년 11월 15일 : 창덕여자중·고등학교로 분리
- 1974년 2월 4일 : 창덕여자고등학교 부설 방송통신고등학교 설치(1998. 2. 28까지)
- 1989년 2월 28일 : 재동에서 방이동으로 교사 이전(송파구 양재대로 1240)
- 2001년 9월 1일 : 창덕기념관 수선관 개관
- 2005년 12월 12일 : 학교 공원화, 비선당(飛仙堂) 개관
- 2022년 1월 8일 : 제73회 졸업식 (졸업생 148명, 누계 35,627명)
- 2022년 3월 2일 : 2022학년도 입학식(입학생 359명)
- 2022년 9월 1일 : 제26대 최후남 교장 취임

## 참고 자료
- 창덕여자고등학교 - 한국교육학술정보원 학교알리미